# Liste der Straßentunnel in Hessen
Die Liste der Straßentunnel in Hessen listet alle längeren Tunnel in Hessen auf, die für den Straßenverkehr erbaut wurden. Die Auflistung erfolgt standardmäßig nach Länge, kann aber individuell verändert werden. Diese Liste muss  nicht vollständig sein.
| Tunnel                               | Straße    | Länge       | Röhren | Ort                  | Fertigstellung | Geographische Koordinaten         | Bild | Bemerkungen |
| ------------------------------------ | --------- | ----------- | ------ | -------------------- | -------------- | --------------------------------- | ---- | --- |
| Tunnel Hirschhagen                   | A44       | 4.200 m     | 2      | Hessisch Lichtenau   | 2022           | 51° 13′ 17,4″ N, 009° 41′ 16,8″ O |      | längster Straßentunnel Hessens |
| Saukopftunnel                        | B38       | 2.715 m     | 1      | Birkenau/Weinheim    | 1999           | 49° 34′ 25,0″ N, 008° 41′ 03,3″ O |      | Das Westportal liegt in Baden-Württemberg, das Ostportal in Hessen                                                                     |
| Tunnel Boyneburg                     | A44       | 1.700 m     | 2      | Sontra               | 2024           | 51° 06′ 23,3″ N, 009° 58′ 44,0″ O |      | |
| Tunnel Neuhof                        | A66       | 1.610 m     | 2      | Neuhof (bei Fulda)   | 2014           | 50° 27′ 04,1″ N, 009° 37′ 07,9″ O |      | eigentlich eine in offener Bauweise erstellte Einhausung                                                                               |
| Tunnel Küchen                        | A44       | 1.350 m     | 2      | Hessisch Lichtenau   | 2018           | 51° 10′ 45,7″ N, 009° 49′ 04,0″ O |      | |
| Lohbergtunnel (Straßentunnel)        | B426      | 1.080 m     | 1      | Mühltal              | 2007           | 49° 49′ 21,4″ N, 008° 42′ 40,0″ O |      | |
| Tunnel Frankenhain                   | A49       | 899 m       | 2      | Schwalmstadt         | 2022           | 50° 55′ 12,4″ N, 009° 09′ 29,6″ O |      | |
| Schlossbergtunnel Dillenburg         | B277      | 782 m       | 1      | Dillenburg           | 2007           | 50° 44′ 16,7″ N, 008° 17′ 04,0″ O |      | |
| Schulbergtunnel                      | A44       | 700 m       | 2      | Hessisch Lichtenau   | 2014           | 51° 12′ 20,9″ N, 009° 44′ 11,8″ O |      | |
| Mönchwaldtunnel                      | K 152     | 600 m       | 1      | Kelsterbach          | 2010           | 50° 02′ 27,5″ N, 008° 30′ 53,4″ O |      | Tunnel unter der Landebahn Nordwest des Flughafens Frankfurts                                                                          |
| Tunnel Spitzenberg                   | A44       | 599 m       | 2      | Wehretal             | 2024           | 51° 08′ 14,5″ N, 009° 59′ 02,3″ O |      | |
| Tunnel Trimberg                      | A44       | 585 m       | 2      | Wehretal             | 2024           | 51° 08′ 39,8″ N, 009° 58′ 23,5″ O |      | |
| Hopfenbergtunnel                     | A44       | 550 m       | 2      | Hessisch Lichtenau   | 2005           | 51° 11′ 38,0″ N, 009° 46′ 08,8″ O |      | |
| Tunnel Wilhelminenstraße             | B26       | 540 m       | 1      | Darmstadt            | 1977           | 49° 52′ 15,9″ N, 008° 39′ 04,7″ O |      | nur in eine Richtung befahrbar, Teil des Cityring Darmstadt                                                                            |
| Schürzebergtunnel                    | B27       | 532 m       | 1      | Bad Sooden-Allendorf | 1992           | 51° 18′ 34,6″ N, 009° 56′ 07,1″ O |      | |
| Theatertunnel                        | K 818     | 415 m       | 1      | Frankfurt am Main    | 1974           | 50° 06′ 32,8″ N, 008° 40′ 29,1″ O |      | Tunnel unter dem Willy-Brandt-Platz |
| Tunnel Wetzlar                       | B49       | 300 m       | 2      | Wetzlar              | 2003           | 50° 33′ 41,2″ N, 008° 28′ 49,2″ O |      | Lärmschutzeinhausung |
| Hirschhorner Tunnel                  | B37 · B45 | 298 m       | 1      | Schönbrunn           | ?              | 49° 26′ 22,2″ N, 008° 54′ 07,9″ O |      | Der Tunnel liegt in Baden-Württemberg, ist jedoch die Umfahrung der hessischen Gemeinde Hirschhorn und wird von Hessen Mobil betrieben |
| Walbergtunnel                        | A44       | 280 m       | 2      | Hessisch Lichtenau   | 2005           | 51° 11′ 50,3″ N, 009° 45′ 23,0″ O |      | |
| Eichenwäldchentunnel                 | B455      | 279 m       | 1      | Oberursel (Taunus)   | ?              | 50° 13′ 08,3″ N, 008° 33′ 29,7″ O |      | |
| Schiedetunnel                        | /         | 245 m       | 2      | Limburg an der Lahn  | 1982           | 50° 23′ 06,3″ N, 008° 03′ 46,7″ O |      | Tunnel unter dem Bahnhof Limburg |
| Rollwegbrücke Frankfurt Flughafen A3 | A3        | 190 m/102 m | 2      | Frankfurt (Main)     | 2010           | 50° 02′ 38,8″ N, 008° 32′ 15,2″ O |      | |
| Tunnel Weimarer Straße               | L 3139    | 189 m       | 1      | Fulda                | 1994           | 50° 33′ 24,4″ N, 009° 40′ 15,7″ O |      | |
| Mühlbergtunnel                       | L 3025    | 133 m       | 1      | Weilburg             | 2004           | 50° 28′ 58,1″ N, 008° 15′ 54,1″ O |      | Bildet zusammen mit dem Weilburger Schifffahrtstunnel und einem Eisenbahntunnel das Tunnelensemble Weilburg                            |

- Karte mit allen Koordinaten:
- OSM |
- WikiMap